# Callidium scutellare
Callidium scutellare är en skalbaggsart som beskrevs av Leon Fairmaire 1902. Callidium scutellare ingår i släktet Callidium och familjen långhorningar.
Artens utbredningsområde är Madagaskar. Inga underarter finns listade.